# Jürgen Sparwasser
Jürgen Sparwasser (Halberstadt, 4 juni 1948) is een voormalig Oost-Duits voetballer. Sparwasser was een middenvelder; hij speelde zijn gehele voetballoopbaan voor 1. FC Magdeburg en kwam 53 keer uit voor het Oost-Duits voetbalelftal.
Onder leiding van bondscoach Harald Seeger maakte hij zijn debuut op 22 juni 1969 in de vriendschappelijke wedstrijd tegen Chili (0–1) in Maagdenburg, net als Erich Hamann (Vorwärts Berlin), Horst Wruck (Vorwärts Berlin), Manfred Zapf (1. FC Magdeburg) en Hans-Jürgen Dörner (Dynamo Dresden).
De grootste bekendheid verwierf Sparwasser door zijn beslissende 1–0 doelpunt tijdens de wedstrijd tegen gastland West-Duitsland op het WK voetbal 1974. Dit was de enige wedstrijd die de nationale teams van West- en Oost-Duitsland in het 40-jarig bestaan van de DDR tegen elkaar speelden.
Deze 1–0 tegen West-Duitsland overstijgt in zijn betekenis de sportgeschiedenis. Markus Wolf, voormalig hoofd van de Oost-Duitse geheime dienst, bevestigt dat deze wedstrijd in de DDR "een bepaald soort DDR-patriottisme" losmaakte, "dat men anders zelden aantrof".
In 1974 won Sparwasser met de 1. FC Magdeburg de Europacup II door in de finale, gespeeld in Rotterdam, af te rekenen met het AC Milan van trainer Giovanni Trapattoni: 2–0. Voor de 1. FC Magdeburg scoorde Sparwasser 131 keer; voor het nationale elftal vijftien keer.
In 1979 moest Sparwasser vanwege een heupblessure als voetballer stoppen. Sparwasser kreeg ook problemen met het DDR-regime en vluchtte in 1988 naar West-Duitsland. Daar werkte hij als voetbaltrainer.

## Erelijst
1. FC Magdeburg
- Europacup II: 1973/74

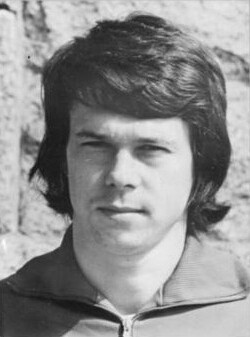
Jürgen Sparwasser in 1974

- DDR-Oberliga: 1971/72, 1973/74, 1974/75
- FDGB-Pokal: 1968/69, 1972/73, 1977/78, 1978/79